# Caecidotea cumberlandensis
Caecidotea cumberlandensis är en kräftdjursart som beskrevs av Lewis 2000. Caecidotea cumberlandensis ingår i släktet Caecidotea och familjen sötvattensgråsuggor. Inga underarter finns listade i Catalogue of Life.